# William Craven, 1:e earl av Craven (1608–1697)
William Craven, 1:e earl av Craven, född i juni 1608, död den 9 april 1697, var en engelsk adelsman och soldat. Hans far William Craven föddes i en fattig familj i Appletreewick i norra Yorkshire men flyttade till London, där han blev rik och blev borgmästare (Lord Mayor) 1610.
Craven kämpade för Fredrik V på kontinenten och blev förälskad i dennes hustru, Elisabet. Frånvarande under engelska inbördeskriget stödde han hennes bror, Karl I, finansiellt och fick därför all sin egendom i England - huvudsakligen i Berkshire - konfiskerad. Efter restaurationen planerade han att bygga ett stort palats för Elisabet vid Hamstead Marshall, men hon dog innan bygget kom igång.